# Section 99
Pour plus de détails, voir Fiche technique et Distribution.
Section 99 (Brawl in Cell Block 99) est un film américain écrit et réalisé par S. Craig Zahler, sorti en 2017.
Il est présenté hors compétition à la Mostra de Venise 2017.

## Synopsis
Bradley Thomas est un ancien boxeur devenu mécanicien qui, du jour au lendemain, perd son travail apprend que sa femme voit un autre homme. Même si leur couple bat de l'aile, ils décident de se donner une seconde chance en essayant d'avoir un enfant. Pour gagner de l'argent, Bradley devient coursier pour son ami Gil, un trafiquant de drogues. 
Dix-huit mois plus tard, le couple est redevenu heureux. Bradley gagne très bien sa vie et sa femme est enceinte et elle est sur le point d'accoucher. Jusqu'au jour où un deal tourne mal et Bradley est envoyé en prison. Un mystérieux visiteur, nommé "L'homme placide" lui annonce qu'il doit provoquer son transfert en prison haute sécurité pour mettre la main sur un autre détenu incarcéré s'il veut sauver sa femme...

## Fiche technique
- Titre original : Brawl in Cell Block 99
- Titre français : Section 99
- Réalisation et scénario : S. Craig Zahler
- Direction artistique : Max Wixom
- Décors : Kim Fischer
- Photographie : Benji Bakshi
- Montage : Greg D'Auria
- Musique : Jeff Herriott et S. Craig Zahler
- Pays de production : États-Unis
- Format : Couleurs - 35 mm - Dolby Digital - Ratio : 1,85:1
- Genre : drame
- Durée : 132 minutes
- Dates de sortie :
  - Italie : 2 septembre 2017 (Mostra de Venise 2017)
  - États-Unis : 6 octobre 2017
  - France : 25 septembre 2018 (en vidéo)
- Classification :
  - États-Unis : TV-MA lors de sa diffusion à la télévision[1]
  - France : Déconseillé aux moins de 16 ans lors de sa diffusion à la télévision[2]

## Distribution
- Vince Vaughn (VF : Jean-Philippe Puymartin) : Bradley Thomas
- Jennifer Carpenter (VF : Stéphanie Hédin) : Lauren Thomas
- Don Johnson (VF : Patrick Poivey) : Warden Tuggs
- Udo Kier (VF : Féodor Atkine) : l'homme placide
- Marc Blucas (VF : Boris Rehlinger) : Gil
- Mustafa Shakir (VF : Jean-Baptiste Anoumon) : Andre
- Tom Guiry (en) (VF : Alexis Tomassian) : Wilson
- Dion Mucciacito (VF : Bernard Gabay) : Eleazar
- Dan Amboyer : Longman
- Fred Melamed : Monsieur Irving
- Rob Morgan : Jeremy
- Geno Segers (VF : Julien Meunier) : Roman
- Pooja Kumar : Denise Pawther
- Clark Johnson : le détective Watkins
- Devon Windsor (VF : Audrey Sourdive) : Jill
- Victor Almanzar (VF : Benjamin Penamaria) : Pedro

## Distinctions

### Sélections
- Mostra de Venise 2017 : sélection hors compétition.
- Festival international du film de Toronto 2017 : sélection en section Midnight Madness.
- Festival international du film de Catalogne 2017 : sélection en compétition internationale.

## Article annexe
- Psychotrope au cinéma et à la télévision